# Zdeňka Dvořáková Kocourková
Zdeňka Dvořáková Kocourková (* 29. prosince 1982) je česká politička, bývalá členka Zastupitelstva Olomouckého kraje a bývalá radní kraje s kompetencí pro investice a informatiku. Kocourková je členkou České pirátské strany a účastník iniciativy Rekonstrukce státu, v letech 2014 až 2019 byla opoziční zastupitelkou města Šumperk.
Ve volbách v září 2024 opět kandidovala jako členka Pirátů na kandidátce subjektu „Piráti s podporou ProOlomouc, Společně pro Přerov, Naše Litovelsko a osobností z regionu“. Uskupení však ve volbách propadlo, když získalo jen 4,48 % hlasů, mandát tak neobhájila.